# Фолксваген Тайго
„Фолксваген Тайго“ (Volkswagen Taigo) е модел малки кросоувър автомобили (сегмент J) на германската компания „Фолксваген“, произвеждан от 2020 година.
Моделът е разработен в Бразилия, където първо излиза на пазара, като лифтбек вариант на малкия кросоувър „Фолксваген Т-Крос“ и използвайки същата платформа MQB-A0 (база и на „Фолксваген Поло“). Предлага се с два вида бензинови двигатели и само с предно задвижване.